# Großsteingrab Krempel
Das Großsteingrab Krempel war eine megalithische Grabanlage der jungsteinzeitlichen Trichterbecherkultur bei Krempel, einer Ortschaft der Gemeinde Geestland im Landkreis Cuxhaven (Niedersachsen). Es wurde im 19. oder frühen 20. Jahrhundert zerstört. Sein genauer Standort ist nicht überliefert. Auch über Ausrichtung, Maße und Grabtyp liegen keine näheren Angaben vor.